# Eisenach (stacja kolejowa)
Eisenach – stacja kolejowa w Eisenach, w kraju związkowym Turyngia, w Niemczech, na linii kolejowej Berlin-Halle-Frankfurt.